# Лагодівське заповідне урочище
Ла́годівське — заповідне урочище місцевого значення в Україні. Розташоване в межах Бродівського району Львівської області, неподалік від села Лагодів. 
Площа 6,2 га. Оголошено згідно з рішенням Львівської облради від 9.10.1984 року № 495. Перебуває у віданні ДП «Бродівський лісгосп» (Лагодівське л-во, кв. 73). 
Створено з метою збереження природного ландшафту, характерного для Бродівської рівнини. Охороняється частина лісового масиву з цінними високопродуктивними насадженнями сосни звичайної. 